# 约兰达·迪亚斯
约兰达·迪亚斯·佩雷斯（西班牙語：Yolanda Díaz Pérez；1971年5月6日—），女，加利西亚人，西班牙律师、政治人物。精通劳动法的她於2020年1月出任第二次桑切斯内阁劳动与社会经济大臣。

## 经历
1968年生于拉科鲁尼亚省费内市。获得聖地亞哥-德孔波斯特拉大學法律执业学位。早年加入加利西亚共产党（西班牙共产党分支），后参与成立加利西亚联合左翼政党联盟。2005年当选为加利西亚联合左翼总协调员。在2007年费罗尔市政选举中获得了5203票（14.19％），与加利西亚社会主义者党组成联合市政府，担任第一副市长。2008年10月，联合政府联盟关系破裂，她辞去职务。
2012年，促成政党联盟加利西亚左翼替代的建立，以应对自治区议会选举，最终成功在加利西亚议会获得议席。2016年1月就任西班牙众议院议员。
2017年6月3日，埃娃·索利亚接替她为加利西亚联合左翼总协调员。她其後因與組建聯合政府問題上與聯合左翼不合，遂於2019年退出後者，但留在西共。 
在聯合政府成立的2020年1月13日，她正式宣誓就任第二次桑切斯内阁劳动和社会经济大臣。2021年3月31日，她接替辭職的巴勃羅·伊格萊西亞斯·圖里翁，成為聯合我們能在內閣中的領導人，並兼任第三副首相。同年7月12日，升任第二副首相。
之後，迪亚斯表示她希望塑造一个超越政党和联合我们能类型的新选举联盟，旨在获得意识形态相近的力量如共同我们能、承诺联盟和更多马德里、更多国家的支持，同时将更多的权力赋予公民社会。
在2021年11月13日举行的一次活动中，联合我们能见证了一次前所未有的团结行动，许多政治领域的女性参与其中。这些代表包括迪亚斯本人、时任巴塞罗那市长阿达·科洛（共同巴塞罗那）、巴伦西亚副主席莫妮卡·奥尔特拉（承诺联盟）、马德里反对党领袖莫妮卡·加西亚（更多马德里）以及非洲城市休达的议员法蒂玛·哈米德（来自尊严和公民运动）；此次活动中缺席的我们能成员，尤其是平等和社会事物部门的部长伊雷内·蒙特罗和伊奥内·贝拉拉，被视为我们能在左翼联盟中角色日益减弱的证据。约兰达·迪亚斯领导的左翼联盟也獲时任首相佩德罗·桑切斯的好评，他认为这对于「进步意識」保持良好状态，以便他的政府能够在下届选举中维持和扩大多数席位至关重要。虽然媒体经常用“广泛阵线 ”一词来指称迪亚斯的联盟，但有人评论称，迪亚斯本人拒绝使用这个名称，因为其与拉丁美洲左翼民粹主义联盟具有类似的内涵。
在因2022年俄罗斯入侵乌克兰引发的国际危机延期之后，于2022年5月18日宣布迪亚斯的组织将以临时名称“汇总”进行运营，正式启动将安排在2022年安达卢西亚地区选举之后。迪亚斯本人表示，虽然她对“汇总”组织的概念感到满意，该组织正式於5月24日在西班牙专利商标局注册。